# قاعدة ماركوفنيكوف

توضيح لقاعدة ماركوفنيكوف بتفاعل يظهر ناتج رئيسي يخضع وفق القاعدة، مع وجود ناتج ثانوي عكس القاعدة

الكيميائي الروسي فلاديمير ماركوفنيكوف

في الكيمياء قاعدة ماركوفنيكوف هي ملاحظة مبنية على قاعدة زيتسيف. وقد تمت صياغتها بواسطة الكيميائي الروسي فلاديمير ماركوفنيكوف. وتنص على أنه في التفاعل الكيميائي وخاصة في الكيمياء العضوية، عند إضافة هاليد الهيدروجين إلى رابطة مزدوجة كربون-كربون لألكين غير متماثل فإن الهيدروجين يضاف إلى الكربون المتصلة بعدد ذرات هيدروجين أكثر، بينما الهالوجين يضاف إلى الكربون المرتبط بذرات هيدروجين أقل.
وتوجد بعض التفاعلات التي لا تفضل وجود الكاتيون الكاربوني الوسيط، ولكن يتم اختيار اتجاه معين للتفاعل عكس قاعدة ماركوفنيكوف، مثل إضافة الجذر الحر. ومثل هذه التفاعلات تسمي "عكس"-ماروفنيكوف، حيث أن الهالوجين يضاف إلى الكربون الأكثر ارتباطا بالهيدروجين.
كما أن عمليه إضافة هاليد الهيدروجين إلي الألكين تتم علي خطوتين الأولي وهي البطيئة تستقبل جزئيه الاكيل بروتون من هاليد الهيدروجين.
في الخطوة الثانية يتفاعل أيون الكربونيوم مع هاليد الهيدروجين منتجا الالكيل.
وتوزيع هاليد الهيدروجين يكون علي اسس علميه حيث ان الألكين الذي يحتوي علي الكترونات اضافيه في الرابطة المزدوجه يتنافر مع ايون الهاليد السالب ويتقبل البروتون الموجب.

## توضيح القاعدة
تنص القاعدة على أنه مع إضافة حمض البروتيك HX أو أي كاشف قطبي آخر إلى ألكين غير متماثل، فإن الهيدروجين الحمضي (H) أو الجزء الموجب الكهربي يرتبط بالكربون مع المزيد من بدائل الهيدروجين، و يتم ربط مجموعة الهاليد (X) أو الجزء السالب بالكربون مع المزيد من بدائل الألكيل. وهذا يتناقض مع تعريف ماركوفنيكوف الأصلي، حيث تنص القاعدة على إضافة المكون X إلى الكربون الذي يحتوي على أقل عدد من ذرات الهيدروجين بينما تتم إضافة ذرة الهيدروجين إلى الكربون الذي يحتوي على أكبر عدد من ذرات الهيدروجين.
وينطبق الشيء نفسه عندما يتفاعل الألكين مع الماء في تفاعل إضافة لتكوين كحول يتضمن تكوين الكاتيونات الكربونية. ترتبط مجموعة الهيدروكسيل (OH) بالكربون الذي يحتوي على عدد أكبر من روابط الكربون-كربون، بينما ترتبط روابط الهيدروجين بالكربون الموجود على الطرف الآخر من الرابطة المزدوجة، الذي يحتوي على عدد أكبر من روابط الكربون-الهيدروجين.
الأساس الكيميائي لقاعدة ماركوفنيكوف هو تكوين الكاتيون الكربوني الأكثر ثباتًا أثناء عملية الإضافة. تؤدي إضافة أيون الهيدروجين إلى ذرة كربون واحدة في الألكين إلى إنشاء شحنة موجبة على ذرة الكربون الأخرى، مما يشكل كربوكاتيونًا وسيطًا. كلما زاد استبدال الكاربوكاتيون، أصبح أكثر استقرارًا، بسبب التأثير الحثي وفرط الاقتران Hyperconjugation. سيكون المنتج الرئيسي لتفاعل الإضافة هو الناتج المتكون من الوسط الأكثر استقرارًا. لذلك، فإن المنتج الرئيسي لإضافة HX (حيث X عبارة عن ذرة أكثر سالبية كهربية من H) إلى الألكين لديه ذرة الهيدروجين في الموضع الأقل استبدالًا وX في الموضع الأكثر استبدالًا. لكن الكاتيون الكربوني الآخر الأقل استبدالًا والأقل استقرارًا سيظل يتشكل عند تركيز معين، وسيستمر ليكون المنتج الثانوي مع الارتباط المرافق المعاكس لـ X.

## انظرايضا
- قاعدة زايتسيف
- حذف هوفمان
- تفكيك إمدي
- تفاعل هالوفورم